# Kleinpertholz (Gemeinde Heidenreichstein)
Kleinpertholz ist eine Ortschaft und gleichzeitig eine Katastralgemeinde der Stadtgemeinde Heidenreichstein im nordwestlichen Waldviertel mit 164 Einwohnern (Stand 1. Jänner 2024). Der Ort ist ein Reihendorf mit Waldhufenanlage und liegt westlich der Katastralgemeinde Heidenreichstein am Romaubach.

## Geographie
Die Katastralgemeinde Kleinpertholz grenzt wie folgt an die Katastralgemeinden der Stadtgemeinde Heidenreichstein: im Westen und Nordwesten an Altmanns, im Osten und Nordosten an Heidenreichstein, im Süden Wielandsberg und Seyfrieds. Kleinpertholz grenzt weiters an die Katastralgemeinde Aalfang der Gemeinde Amaliendorf-Aalfang.
Auf dem Gebiet der Katastralgemeinde befinden sich der Edelweiher und der Kaltenbachteich. Der Romaubach fließt, von Heidenreichstein kommend, durch das Gebiet der Katastralgemeinde und gelangt anschließend nach Aalfang, wo er in den Braunaubach mündet. Der Braunaubach gehört zum Gewässernetz der Lainsitz, einem Nebenfluss der in die Nordsee entwässernden Moldau.
Kleinpertholz liegt auf 546 m ü. A. Die höchste Erhebung der Katastralgemeinde befindet sich im Südosten im Meinhartswald auf 563 m ü. A. Am 1. April 2020 umfasste die Ortschaft 99 Adressen.

## Geschichte

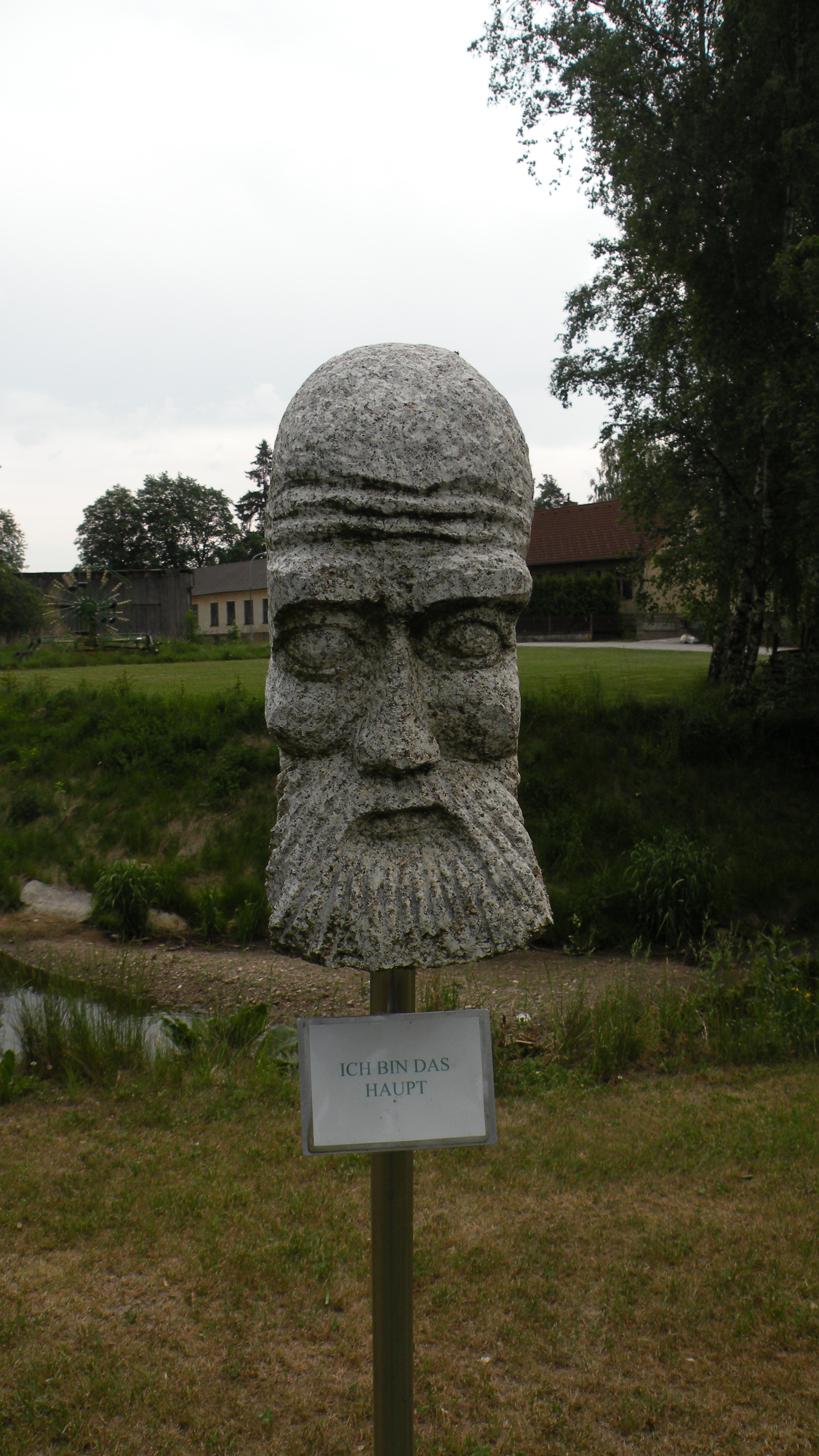
Skulptur „Ich bin das Haupt“ im Skulpturenpark „Haupt-Platz“

Der Ortsname leitet sich vom althochdeutschen Personennamen „Perthold“ ab.
Kleinpertholz wurde 1244 erstmals urkundlich erwähnt und wurde 1784 zur Katastralgemeinde. Kleinpertholz war bis 1788 bei der Herrschaft Litschau und kam danach (wieder) zur Herrschaft Heidenreichstein; 1751 zählte der Ort 16 untertänige Häuser.
Die Ortschaft wurde zuvor von einem Dorfrichter unter der Obrigkeit und Verantwortung der Herrschaft verwaltet. Im Jahr 1822 wurde der Ort als Dorf mit 23 Häusern genannt, das nach Heidenreichstein eingepfarrt war, wohin auch die Kinder eingeschult wurden. Die Herrschaft Heidenreichstein besaß die Ortsobrigkeit, übte die Landgerichtsbarkeit aus und besorgte die Konskription. Die Untertanen und Grundholde des Ortes gehörten der Pfarre und der Herrschaft Heidenreichstein.
Der Ort schloss sich 1850 mit damals 187 Einwohnern der Marktgemeinde Heidenreichstein an. Laut Adressbuch von Österreich waren im Jahr 1938 in Kleinpertholz zwei Gastwirte, ein Schmied, ein Wagner und einige Landwirte ansässig. Weiters gab es eine Bierniederlage, eine Mühle und ein Sägewerk.
Bis 1970 hatte der Ort im Rahmen der Heidenreichsteiner Gemeindeverwaltung einen eigenen Ortsbesorger.

## Museen, Galerien
In Kleinpertholz befindet sich die Galerie des regionalen Bildhauers Mannhard Zeh mit dem Franz Zeh Museum und dem Skulpturenpark mit Skulpturen österreichischer Bildhauer.
Der „Haupt-Platz“ ist ein Projekt mit 16 Granithäuptern in Verbindung mit dem Wort „Haupt“. Ebenfalls in Kleinpertholz befindet sich das Haus des Moores in Verbindung mit dem Heimatmuseum der Stadt Heidenreichstein.
Die Schienen der Museumsbahn des Vereins Waldviertler Schmalspurbahnen führen durch das Gebiet der Katastralgemeinde und es befindet sich dort auch eine Haltestelle.

## Persönlichkeiten
- Johann Hofbauer (1950–2020), Laborleiter, Politiker und Abgeordneter zum Landtag